# Türkisierung der Türkei
Die Türkisierung der Türkei bezeichnet den Prozess, durch den die türkische Kultur und türkische Sprache in Anatolien und Thrakien dominant wurden. Dieser Vorgang ist seit dem 11. Jahrhundert zu beobachten und erfolgte auf verschiedenste Weise. Türkisierung bezeichnet ferner seit dem Aufkommen des türkischen Nationalismus die politischen Versuche und Maßnahmen, die darauf abzielen, die türkische Identität und Kultur in der multiethnischen Türkei durch die Assimilation anderer Ethnien durchzusetzen. Besonders betroffen waren hier die Kurden, deren Eigenständigkeit als Volksgruppe bis in die 1990er Jahre hinein abgestritten wurde.

## Die Bezeichnung Türk und Türkisch
Die Bezeichnung „Türk“ erscheint erstmals in chinesischen Schriften des 6. Jahrhunderts in transliterierter Version als „Tujue“. Im 8. Jahrhundert wird sie als Eigenbezeichnung auf den Orchon-Inschriften verwendet, die in alttürkischer Sprache abgefasst sind. Die Bedeutung des Worts ist strittig. Manche Thesen geben als Bedeutung „mächtig“ oder „unter einem kagan vereinigter Adel“ an. In der modernen Literatur wird dieser nomadische Zusammenschluss mitunter nach vereinzelten, in ihrer Bedeutung unklaren Bezeichnungen in den Orchon-Inschriften zum Unterschied vom Staatsvolk der heutigen Türkei als Köktürken (in der Türkei: Göktürkler) bezeichnet. Die ursprüngliche ethnische Herkunft der Herrschersippe und ihres Stamms ist allerdings strittig. Frühere Inschriften als die Orchon-Inschriften aus der Zeit der Tüjüe sind in sogdischer Sprache (Bugut-Inschrift) oder in einer mongolischen/paramongolischen Sprache (Khüis-Tolgoi-Inschrift) abgefasst, letztere mutmaßlich die Sprache der Tabgatsch.
Nach dem Untergang des Reichs der Tujue verschwand der Name zunächst als ethnische und politische Eigenbezeichnung. Lediglich die Sprache überdauerte und wurde als „türkisch“ bezeichnet, auch bei den Uiguren, den Nachfolgern und Feinden der Tujue. Möglicherweise bezeichnete „Türkisch“ in vorislamischer Zeit die Gemeinsprache der Steppe. Als Fremdbezeichnung im Raum westlich der Mongolei, so auch in Transoxanien, blieb der Name bei Persern und Arabern für die Steppennomaden üblich. Auch die Byzantiner bezeichneten u. a. sowohl die Tujue, als auch die Chasaren und die Magyaren als „Τοῦρκοι“ (Tourkoi, Türken). Erst um die Wende vom ersten zum zweiten nachchristlichen Jahrtausend war „Türke“ auch zur Eigenbezeichnung der Steppenvölker geworden, der sogenannten Turkvölker. In osmanischen Texten hatten der Begriff „Türke“ (Türk) eher pejorativen Charakter. Die Sprache wurde aber sehr wohl als „türkisch“ (turki) bezeichnet. Heute bezeichnet „Türken“ das Staatsvolk der Türkei und Minderheiten mit Hauptsiedlungsgebieten in Zypern und Südosteuropa und einer Diaspora in West- und Mitteleuropa. Die Bezeichnung der Angehörigen anderer Turkvölker als „Türken“ ist, außer im historischen Kontext, im Deutschen unüblich geworden, im Gegensatz zum türkischen Sprachgebrauch.

## Die Türkisierung Anatoliens
Die Türkisierung erheblicher Teile des Vorderen Orients war in erster Linie eine Überformung durch Nomaden. In wellenförmigen Schüben strömten oghusische Stämme, andere türkischen Ethnien und Mongolen vom 11. Jahrhundert an bis zum 15. Jahrhundert nach Anatolien. Spätestens im 15. Jahrhundert bildeten die Türken in Anatolien die absolute Mehrheit. Mit Verlassen des Steppengürtels begann auch die Ansiedlung in der Nähe bereits vorhandener Städte. Auch der Osmanische Staat erzwang die Sesshaftigkeit der Nomaden. Die türkische Besiedlung war keine Landnahme durch eine einheitliche Nation. Laut Klaus Kreiser lag die Zahl der „Türken“, die im 11. und 12. Jahrhundert nach Anatolien kamen, zwischen 100.000 und 300.000 Menschen bei einer alteingesessenen Bevölkerung von ca. drei Millionen.
Diese Bevölkerung setzte sich aus vielen Bestandteilen zusammen. Dazu gehörten Abkömmlinge griechischer Kolonisten und hellenisierter Anatolier, wie Phryger, Lykier, Galater, Hethiter, Luwier oder Lyder. Der Prozess der Hellenisierung dauerte mehrere Jahrhunderte an. Ab dem 7. Jahrhundert n. Chr. können die autochthonen Sprachen Kleinasiens als ausgestorben angesehen werden und wurden durch das Griechische ersetzt. Allerdings war dieses Griechisch nicht einheitlich: Unter einer attizistischen, dem klassischen Altgriechischen verpflichteten Hochsprache bildeten sich mehrere volkssprachliche Dialekte, so dass die Kommunikation teilweise der Übersetzung bedurfte. Auch griffen die byzantinischen Herrscher, wie zuvor die Römer, zum Mittel der Umsiedlung gebietsfremder Bevölkerung, um Problemen demographischer, fiskalischer und politischer Art (etwa durch Umsiedlung religiös häretischer Gruppen) zu begegnen. Die Bevölkerung war generell christlich geworden und in der orthodoxen Reichskirche organisiert, doch konnten sich in abgelegenen Gebirgsgegenden Anhänger häretischer oder sogar heidnischer Glaubensrichtungen halten. Nichtsdestotrotz blieb Anatolien unter oströmischer (byzantinischer) Herrschaft sehr heterogen.

### Groß-Seldschuken
Der oghusische Klan der Seljuken begann seinen Weg von den Steppen Zentralasiens zu den weiter südlich gelegenen iranisch geprägten Regionen unter der Führung von Seldschuk. Seine Nachkommen drangen weiter nach Persien vor, eroberten Bagdad und wurden zu den Schutzherren des Kalifen. Um die verheerenden seldschukischen Raubzüge zu beenden, sammelte der oströmische Kaiser Romanos IV. Diogenes ein Heer und zog nach Ostanatolien. Ziel war es, die zuvor von den Seldschuken eroberten Städte und Festungen, wie Ani, zu sichern. Der Sultan Alp Arslan war währenddessen mit einer Offensive in Syrien gegen die schiitischen Fatimiden beschäftigt. Er eroberte Aleppo, zog aber später mit seinem Heer den Römern entgegen. Die darauf folgende Schlacht bei Manzikert kulminierte in einer Niederlage der Oströmer, der Gefangennahme des Kaisers Romanos IV. und langjährigen innenpolitischen Streitigkeiten, Aufständen und Bürgerkriegen. Die byzantinischen Ressourcen in Anatolien wurden vollständig erschöpft.
Trotz der Unruhe in Anatolien gab es keine große Invasion der Seldschuken. Alp Arslan starb nach der Schlacht bei Manzikert noch im selben Jahr. Sein Sohn und Nachfolger, Malik Shah, war damit beschäftigt, seine Herrschaft im Iran zu festigen und zog eine Invasion nicht in Betracht. Wie bereits sein Vater plante er, das fatimidische Ägypten zu unterwerfen. Dennoch gingen die Überfälle der turkstämmigen Nomaden, die kaum einer Autorität gehorchten und ungehindert die Grenze zwischen Seldschuken und Byzantinern durchbrachen und nach Belieben brandschatzten, weiter. Die meisten waren unregelmäßige Plünderer und umgingen Gebiete mit starkem Widerstand, indem sie immer weiter nach Westen vordrangen.
Generell geht man davon aus, dass die nicht kämpfenden Familienmitglieder bei den nomadischen Kriegern blieben, sobald diese befestigte Lager und dauerhafte Festungen eroberten oder errichteten. Dies geschah zuerst in Mesopotamia, um Amida (Diyarbakır), Ende der 1050er Jahre in den armenischen Hochländern und ab den 1060er Jahren in den Regionen Syria und Palaestina. In den ländlichen Gebieten West- und Zentralanatoliens sind ab 1075 deutlichere Formen der turkomanischen Präsenz belegt. Teile der einheimischen Bevölkerung fielen den daraus folgenden Feindseligkeiten zum Opfer oder flohen in sicherere Gebiete, aber die Mehrheit blieb in ihren Heimatstädten und Dörfern.
Ein Emir des Malik Schah namens Kutalamisch überfiel Caesarea in Zentralanatolien und drang weiter nach Westen bis Amorium vor, ohne auf starken byzantinischen Widerstand zu stoßen. Während die Byzantiner mit innenpolitischem Zwist beschäftigt waren, rückten die Türken in ein Machtvakuum vor, zunächst als Plünderer, später als Söldner und schließlich als Siedler. Sie hatten erfolgreich die byzantinischen Streitigkeiten ausgenutzt, indem sie verschiedene Usurpatoren nach Bedarf unterstützten. Ab dem Jahr 1081 n. Chr. kontrollierten seldschukische Nomadenstämme praktisch das gesamte anatolische Hochland, von Armenien im Osten bis Bithynien im Westen. Der Emir Kutalamisch, nun Sultan Suleyman ibn Kutalamis, nahm Nikäa als Teil seines neu errichteten Rum-Seldschukenreiches ein.

Politische Lage in Anatolien kurz vor der Belagerung Nikäas durch die Kreuzritter im Jahr 1097 n. Chr.

### Rum-Seldschuken
Seit der Antike hatte sich die Siedlungsstruktur Kleinasiens erheblich gewandelt. Das antike städtische Leben in Form der Polis hatte weitgehend geendet. Die Städte waren in ihrem Siedlungsgebiet seit dem 7. Jahrhundert oft drastisch geschrumpft. Sie waren zu befestigten Orten ohne kommunale Autonomie geschrumpft, was auch im neuen Terminus für Stadt (kastron) zum Ausdruck kommt. Zwar erstarkten die Städte im 11. Jahrhundert wieder wirtschaftlich, was auch im Streben ihrer herrschenden Klassen nach Autonomie zum Ausdruck kommt, doch gewannen die Städte ihre spätantike Bedeutung nicht zurück. Im Inneren Anatoliens war die vorherrschende Landwirtschaftsform die großer Landgüter, auf denen reiche Grundbesitzer vorzugsweise Viehzucht betrieben- Die Praxis der Komnenen-Kaiser, die christliche Bevölkerung aus Gebieten abzusiedeln, in denen sie keinen dauernden militärischen Schutz aufrechterhalten konnten, erleichterte den Türken weiter die Durchdringung des Landes.
Von Seiten der Byzantiner wurde der wirtschaftliche Verlust des Anatolischen Plateaus, trotz des großen verlorenen Territoriums, nicht als gravierend angesehen. Schließlich hatte die Regierung bereits seit dem Beginn der Überfälle die Kontrolle über diese Gebiete verloren. Die begrenzten Ressourcen konzentrierte man stattdessen auf die Verteidigung Westanatoliens und der Balkangebiete. Die Wiederbesiedlung Anatoliens und die Wiederbelebung einiger verlassener byzantinischer Städte unter der Herrschaft der Rum-Seldschuken brachten zumindest kurzfristig einen wirtschaftlichen Aufschwung für das Byzantinische Reich. Da die traditionellen Rekrutierungsgebiete in Armenien nicht mehr erreichbar waren, griff die byzantinische Armee schnell auf die Türken als reichliche Quelle für militärische Unterstützung zurück. Im Laufe des 11. Jahrhunderts wurde die byzantinische Armee von türkischen Truppen abhängig und blieb dies bis ins 14. Jahrhundert hinein.
Auch das Bestehen des Sultanats von Rum war in erheblichem Maße den Byzantinern zu verdanken. In den frühen Jahrzehnten besetzten Rhomäer wichtige Positionen am Hof von Rum und halfen bei der Verwaltungsstrukturierung. Die Byzantiner legitimierten die Herrscher von Rum und erkannten Staatsgrenzen und Besitztümer an. Sultan Suleyman pflegte gute Beziehungen zu prominenten Byzantinern wie Alexios Komnenos. Der ständige Austausch und der kulturelle Einfluss zwischen Byzanz und dem Sultanat von Rum sorgte dafür, dass die Interessen ihrer jeweiligen Eliten, wenn auch nicht immer im Einklang, zumindest verstanden wurden. Trotzdem waren die Bemühungen der Byzantiner, die Rum-Seldschuken zu assimilieren, die im 11. Jahrhundert nur eine lockere Verbindung zum Islam aufwiesen, halbherzig und wurden durch religiöse und politische Überheblichkeit behindert. Das Versäumnis der Byzantiner, ihre Kultur auf die Rum-Seldschuken zu übertragen, führte zwangsläufig dazu, dass sich diese letztendlich wieder stärker der islamischen Welt zuwandten.
Somit kam durch die türkischen Seldschuken, die keinerlei schriftliche Dokumente in türkischer Sprache hinterließen, die persische/iranische Kultur erneut (nach der Zeit der Achämeniden) nach Anatolien. Persisch blieb bis zum 13. Jahrhundert die Bildungssprache der Einwanderer. Mit dem Islam kam auch die arabische Sprache nach Anatolien. Arabisch war als Sprache des Korans die Sprache der islamischen Gelehrsamkeit und durch die islamische Jurisprudenz auch die vorherrschende Sprache vor Gericht, in Stiftungsurkunden und Inschriften. Sie wurde in vielen Bereichen Ende des 16. Jahrhunderts durch das osmanische Türkisch abgelöst. Die türkische Sprache setzte sich begünstigt durch die politische Dominanz rasch als Umgangssprache zwischen den verschiedenen Bevölkerungsteilen in Anatolien durch und auch Griechen in Mittelanatolien und Armenier in Ostanatolien verwendeten Türkisch als „Haus- und Umgangssprache“.
Dazu kam, dass die Bevölkerung der peripheren Provinzen des byzantinischen Reiches oftmals in Opposition zur hauptstädtischen Elite stand. Die korrupten Behörden und Steuereintreiber aus dem fernen Konstantinopel waren äußerst unbeliebt. Die orthodoxe Kirche versuchte über Jahrhunderte immer wieder aufkeimende Häresien in Anatolien, wie etwa die der Paulikianer, in ländlichen Regionen auszulöschen und zu verfolgen. Alles Umstände, welche die Entfremdung von griechischer und byzantinischer Reichskultur und orthodoxem Glauben vorantrieben und schließlich zur Aufgabe der griechischen und zur Übernahme der türkischen Sprache und Kultur, unter meist toleranteren seldschukischen Herrschern, begünstigte.

## Türkisierung im Osmanischen Reich
Die verschiedenen Ethnien lebten innerhalb des Kerngebiets des Osmanischen Reiches als konfessionelle Gemeinschaften im Millet-System. Eine aktive Türkisierung gab es durch die Knabenlese, die Zwangsrekrutierung und -islamisierung christlicher Knaben. Der türkische Nationalismus entstand im späten 19. Jahrhundert. Anstöße dazu kamen von Konstanty Borzęcki, Hermann Vámbéry, Sándor Csoma und Léon Cahun.
Das 19. Jahrhundert im Osmanischen Reich war geprägt von dem Versuch, den Staat zu modernisieren und die Auflösung des Reiches durch Stärkung der Zentrale zu verhindern. Diesem Ziel diente auch das Konzept des Osmanismus, das als Leitideologie der Eliten und als Integrationsstrategie die Gleichberechtigung aller Bürger ungeachtet ihrer Herkunft und Religion befürwortete. Dieser Reformprozess hieß Tanzimat. Ihre konkrete Ausprägung erhielten diese Reformen in den Reformedikten Hatt-ı Şerif und Hatt-ı Hümâyûn (1839 und 1856) und gipfelten in der Verfassung von 1876, die allen Bürgern gleiche Rechte und Pflichten garantierte und zwei Jahre später aber wieder aufgehoben wurde.
Kurdische Unruhen in dieser Zeit wurden vor allem als Störung jenes Reformprozesses wahrgenommen. Die Konflikte bezogen sich auf die Loyalität zum Stamm, Militärdienst und Steuerpflicht. Türkische Nationalisten betrachteten Kurden als Hindernis für die Schaffung eines modernen Staatswesens. So erklärte ein osmanischer Offizier bei einer Ansprache am Tag der Jungtürkischen Revolution, die Kurden hätten nur ein Problem und das sei die Ignoranz. Parallel zu dieser Sichtweise entwickelte sich die Idee, dass die Türken nicht nur das „eigentliche Element“ (Unsur-i aslı) des Staates sei, sondern es ihnen zustehe, das beherrschende Volk (Millet-i hakime) zu sein. Mit dem Ende der Balkankriege 1913 löste der türkische Nationalismus endgültig die Idee des Osmanismus ab. 1913 wurde das Direktorium für die Ansiedlung von Stämmen und Flüchtlingen erschaffen, welches für die Überwachung der Deportationen sowie auch die Ansiedlung der muslimischen Flüchtlinge aus dem Balkan und dem Kaukasus zuständig war. Die Verluste der Territorien auf dem Balkan und auch die Einwanderung der Flüchtlinge aus dem Balkan nach Anatolien führten zu einer Homogenisierung der Bevölkerung. Auch die Massaker an den Armeniern 1894–1896, das vom 1. Juni 1915 bis zum 8. Februar 1916 gültige Deportationsgesetz, mit welchem Armenier, aber auch andere nicht-türkische Bevölkerungsgruppen deportiert wurden und der Völkermord an den Armeniern stehen in diesem Kontext. Fast alle Griechen und Armenier hatten in der Frühphase der Republik das Land verlassen oder waren, wie im Zuge der Verfolgungen der kleinasiatischen Griechen, Opfer von Massakern und Deportationen geworden. Wichtige Bestandteile der Infrastruktur gehörten ausländischen Gesellschaften. Die Wirtschaft lag infolge der Kriege und der Weltwirtschaftskrise am Boden. Beim Bevölkerungsaustausch zwischen Griechenland und der Türkei kamen 400.000 Muslime aus Griechenland und verließen ca. 1,2 Millionen Griechen aus Kleinasien, Ostthrakien, dem Pontos und dem Kaukasus. Die Menschen auf beiden Seiten durften nur ihre bewegliche Habe mitnehmen. Die Häuser wurden beschlagnahmt. Der Austausch erfolgte nicht nach ethnischen, sondern religiösen Kriterien. So mussten muslimische Griechen Griechenland und christliche Türken wie die Karamanlı die Türkei verlassen. Nur Griechen, die vor dem 30. Oktober 1918 ihren Wohnsitz in Istanbul vorweisen konnten, wurden verschont. Dies führte zu einer weiteren Homogenisierung der Bevölkerung.
Am 20. Mai 1923 wurde vom Bildungsministerium beschlossen, dass an Minderheitenschulen die Fächer Geographie, Geschichte und Türkisch von ethnischen Türken zu unterrichten seien.

### Während der Republik
Am 29. Oktober 1923 wurde die Republik Türkei gegründet. Im Türkischen Befreiungskrieg hatten sich die Kurden gemeinsam mit anderen muslimischen Minderheiten dem Kampf der Kuvayı Milliye unter der Führung Mustafa Kemals angeschlossen. Anfang 1923 sprach Mustafa Kemal in Izmir noch offen über die Möglichkeit einer kurdischen Autonomie. Das ursprüngliche Konzept des türkischen Nationalismus in den Gründungsjahren der Republik räumte mit der Verfassung von 1924 die Existenz von Minderheiten ein. Während die nichtmuslimischen Bürger wie Griechen, Juden und Armenier der Türkei später Subjekt diskriminierender Praktiken waren, sahen sich die Kurden Assimilationsdruck ausgesetzt. Kurden wurden „eingeladen“, sich zum Türkentum zu bekennen. Der Gebrauch von Wörtern wie Lase, Kurde, Tscherkesse oder Lâzistân und Kürdistân wurde bereits 1925 per Runderlass des Erziehungsministeriums verboten. In den 1930er Jahren existierten städtische Verordnungen, die den Gebrauch anderer Sprachen als das Türkische mit Geldstrafen ahndeten. In einer besonders extremen Form, die vom Autoritarismus der 1930er Jahre bis zu den 1990er Jahren Bestand hatte, wurde die schiere Existenz der Kurden als eigenständige Ethnie verleugnet. Die Kurden seien ursprünglich Türken und das Ethnonym Kurde sei eine Lautmalerei zum Knirschen von Fußstapfen im harzigen Schnee. Ein prominenter Vertreter dieser Theorie ist Abdulhaluk Çay. Ähnlich gelagerte Theorien waren die Sonnensprachtheorie und die Türkische Geschichtsthese.
Laut der Artikel 35–47, den Schutz der Minderheiten betreffend, im Vertrag von Lausanne von 1923 war die nicht-muslimische Bevölkerung zwar eine anerkannte und gleichberechtigte Minderheit gegenüber den türkischen Bürgern, aber es wurde von den anerkannten Minderheiten bald erwartet, dass sie die ihnen im Vertrag von Lausanne zugestandenen Rechte nicht in Anspruch nahmen. Die jüdische Gemeinde gab am 15. September 1925 bekannt, dass sie die ihnen im Artikel 42 zugestandenen Rechte ablehnte. Artikel 42 berechtigte die nichtmuslimischen Minderheiten unter anderem, religiöse Einrichtungen zu führen und gründen, und verpflichtet die Türkei, deren Kirchen, Synagogen und Friedhöfe zu beschützen. In der Folge wurden sukzessive jüdische Einrichtungen wie Schulen und Stiftungen unter staatliche Aufsicht gestellt.
Zur Türkisierung der Wirtschaft wurden verschiedene Gesetze verabschiedet. 1926 wurde Türkisch als Handels- und Unternehmenssprache eingeführt. Die Buchhaltung sowie auch sämtliche Unternehmenskorrespondenz mussten auf Türkisch erfolgen, ansonsten konnten Sanktionen ausgesprochen werden. Das führte zu einer Entlassungswelle nichttürkischen Führungspersonals. Des Weiteren wurde von den ausländischen Unternehmen, deren Angestellte 1923 noch bis zu 90 % aus nichtmuslimischen Bürgern bestand, verlangt, dass sie 75 % ihres Personals aus muslimischen Türken auswählten.
Ein weiteres Instrument zur Türkisierung der Türkei war die Siedlungspolitik, in deren Rahmen Gesetze verabschiedet wurden, mit denen Muslime und Türken dazu ermutigt werden sollten, in die Türkei einzuwandern oder in ihr zu bleiben, und nichtmuslimische und nichttürkische Bürger, die Türkei zu verlassen. So wurde durch das erste Besiedlungsgesetz von 1926 bestimmt, welche Bevölkerung aus dem Balkan, der Sowjetunion und Griechenland Anrecht hätte, in der Türkei angesiedelt zu werden. Dem Gesetz zufolge war die nichttürkische Bevölkerung nicht berechtigt, in der Türkei angesiedelt zu werden. Mit dem Staatsbürgerschaftsgesetz vom 23. Mai 1928 wurde geregelt, dass jeder Bürger, der ohne vorherige Genehmigung des türkischen Ministerrates eine zweite Staatsbürgerschaft angenommen hatte oder im Dienste eines anderen Landes stand, ausgebürgert werden konnte. Zwischen 1923 und 1938 wurde Land an etwa 217.000 Familien von muslimischen Einwanderern und Flüchtlingen aus dem Balkan (Muhacir) verteilt. Die Muhacire sollen vor allem das Land der im Ersten Weltkrieg vertriebenen Christen bekommen haben, und wurden ihren Sprachkenntnissen entsprechend angesiedelt.
Das Besiedlungsgesetz von 1934 teilte das Land in drei Regionen auf. Es gab strategisch wichtige Regionen, in denen die türkische Bevölkerung hätte angesiedelt werden sollen. Dann gab es Regionen, in welche Bevölkerung angesiedelt werden sollte, die der türkischen Kultur angeglichen werden sollte. Damit waren die muslimischen Einwanderer aus dem Balkan, der Sowjetunion, Griechenland sowie Kurden, die in der dritten Region hier lebte, gemeint. Und dann gab es Regionen, die entvölkert werden sollten; das waren vor allem die Regionen im Südosten des Landes, in denen mehrheitlich Kurden wohnten. Dieses Vorhaben wurde nie umgesetzt. Im Gesetzestext von 1934 gab es keine spezifischen geographischen Namen. Es wurde dem Innenministerium überlassen, die Regionen zu bestimmen. Erst im Jahre 1939 wurden für die Regionen, in welchen Türken angesiedelt werden sollten, geographischen Namen bekannt gegeben. Gebiete um strategisch wichtige Straßen und Bahngleise, Gebiete in der Nähe von Staatsgrenzen und weitere Gebiete in den Provinzen Maraş, Göksun, Pinarbaşı, Erzincan, Erciş, Tatvan, Elazığ, Gümüşhane, und Ağrı wurden als Gebiete erklärt, in denen keine nichttürkische Bevölkerung angesiedelt werden konnte. Die Zazaki und Kurmanci sprechenden kurdischen Aleviten wehrten sich gegen staatliche Einflussnahme, was zum Dersim-Aufstand führte, was die Regierung in Ankara mit aller Härte bestraft sehen wollte. Auf einen Ministerialbeschluss vom 4. Mai 1937 hin wurden ganze Dörfer zerstört. Die Schätzungen von den Todesopfern reichen von 12.000 bis 60.000. Die anschließenden Umsiedlungen erfolgten allerdings nicht nach ethnischen Kriterien, sondern waren darauf ausgerichtet, die Ruhe im Lande wiederherzustellen.
Im Jahre 1925 wurden in Artvin auf Beschluss der Regionalversammlung viele Orte mit zuvor georgischen Namen in türkische Namen umbenannt. 1928 rief die Nationale Türkische Studentenvereinigung die Kampagne "Vatandaş Türkçe konuş!" (Bürger sprich türkisch!) ins Leben. Es wurden Plakate aufgehängt, Inserate in Magazinen aufgegeben und öffentliche Reden gehalten, in denen die Bürger aufgefordert wurden, Türkisch zu sprechen. In der Folge kam es zu Angriffen auf Bürger und Ausländer, die in der Öffentlichkeit eine andere Sprache als Türkisch sprachen.
In Zeitungsartikeln der Cumhuriyet und Anadolu wurde offen bemängelt, dass Juden, die seit Jahrhunderten im Lande lebten, eher Französisch als Türkisch sprachen. Man nahm es den Juden öffentlich übel, dass Juden zwar die türkische Staatsbürgerschaft, eigene Schulen, Häuser, Geschäfte, Geld, politische Rechte haben, aber „Spanisch“ sprechen, sich mit Franzosen, Italienern und Engländern verbrüdern und kein Wort Türkisch sprechen. Beamten der PTT wurde 1935 in einer Dienstanweisung untersagt, auf der Arbeit andere Sprachen als Türkisch zu verwenden. Im Rahmen dieser Stimmung gründeten führende Mitglieder der jüdischen Gemeinde in Ankara wie Moïse Cothen (später Muhsin Tekinalp) die Organisation „Türk Kültür Birligi“ (etwa: „Türkischer Kulturbund“). Die Organisation setzte sich dafür ein, den Gebrauch der türkischen Sprache unter den Juden zu fördern. Juden in Izmir beschlossen 1934, künftig ihre Gebete auf Türkisch zu sprechen. Zensusdaten belegen, dass die Zahl der Juden, die „Jüdisch“ als Muttersprache zwischen von 1927 und 1935 von 84 auf 54 Prozent sank. Als Assimilation lässt sich das nicht deuten, da viele aus Angst vor Repressalien Türkisch als Muttersprache angaben. Der spätere Papst Johannes XXIII. predigte in Istanbul erstmals auf Türkisch und auch griechische und armenische Türken gründeten einen Verein namens Laik Türk Hıristiyanlar Birliği (etwa: Laizistischer Verein Türkischer Christen), dessen Ziel die Türkisierung der Christen war. Der Verein setzte sich u. a. für die Schließung von Minderheitenschulen ein.
1928 wurde das lateinische Alphabet eingeführt. Das lateinische Alphabet sollte der türkischen Sprache gerechter werden, als es das arabische Alphabet war. Jeder Buchstabe sollte einen Ton des Türkischen wiedergeben. Das 1932 gegründete Institut für die türkische Sprache (Türk Dil Kurumu) verbannte so gut es konnte, nichttürkische Wörter aus dem türkischen Vokabular und suchte die verbannten Wörter durch Wortbildungen aus älteren türkischen Sprachschichten oder Dialekten Anatoliens zu ersetzen.
1934 wurde auch das Familiennamensgesetz eingeführt. Vor 1934 war es für die türkische Bevölkerung nicht Usus, einen Familiennamen zu führen. Städter und die Christen führten zum Teil schon Familiennamen, aber die große Mehrheit nicht. Mit dem Familiennamensgesetz wurden alle Bürger der Türkei aufgefordert, innerhalb von 2 Jahren einen ein türkisches Wort darstellenden oder aus einem türkischen Wort hergeleiteten Familiennamen zu wählen. Nichttürkische Namensendungen wie -yan, -viç, -pulos, -of, -ef, -ic, -is, -idis, -zade, -bin waren verboten. Der Innenminister Şükrü Kaya sagte zum Gesetz: „Diese Maßnahmen dienten der Assimilation, welche wiederum für die Einheit der Nation unerlässlich sei.“ Die anerkannten nichtmuslimischen Minderheiten der Juden, Griechen und Armenier mussten keine neue Namen annehmen.

#### Während der Regierung von İsmet İnönü
Am 11. November 1942 das Varlık Vergisi genannte Gesetz über Vermögensabgabe ausgerufen, mit dem vor allem die nichtmuslimische Bevölkerung besteuert werden sollte. Die Steuer betraf vor allem Griechen, Armenier und Juden sowie zum Islam konvertierte Juden (Dönme) in Istanbul. Wer nicht innert 15 Tagen in der Lage war, seine Steuerschuld zu bezahlen, büßte mit Zinszuschlägen. Nach 30 Tagen drohte Zwangsarbeit. Ab dem 20. Januar 1943 wurden große Vermögenswerte beschlagnahmt und ihre vorherigen Besitzer zu Zwangsarbeit in Steinbrüchen oder beim Straßenbau verurteilt. Ministerpräsident Sükrü Saraçoglu erklärte, dass die Steuer vor allem diejenigen treffen solle, welche dank der Gastfreundschaft der Türkei reich geworden seien. Inönü meinte zum Gesetz, wenn man die auf dem türkischen Markt dominanten Ausländer beseitige, übergebe man den Markt den Türken. Im März 1944 wurde das Gesetz über Vermögensabgabe vom Parlament wieder abgeschafft. Mit dem Gesetz konnten 315 Millionen Lira eingenommen werden. Auf Kritik aus liberalen Kreisen verteidigte Inönü die Tatsache, dass der Großteil der Steuern von Nichttürken bezahlt werde, da sie auch mehr Vermögen haben.

#### Während der Regierung von Adnan Menderes
Nachdem am 5. oder 6. September 1955 ein Anschlag auf das Geburtshaus von Atatürk in Saloniki ausgeübt worden war, kam es am 6. und 7. September 1955 zum Pogrom von Istanbul, bei dem Kirchen, christliche Schulen sowie 4000 in der Mehrheit von Griechen, aber auch von Armeniern und Juden geführte Geschäfte in Istanbul sowie auch in anderen Städten geplündert oder zerstört wurden. Darauf gaben viele Griechen die Hoffnung auf, dass sie jemals ein sicheres Leben in der Türkei führen könnten und verließen das Land.
1957 wurde vom Innenministerium eine Kommission eingerichtet, welche bis 1978 16.000 Namen von Bergen und Flüssen und 12.000 Ortsnamen auf türkische oder türkisch klingende Namen umbenannte. Laut Aslan Senem sollten bis 1980 63 % der Ortsnamen im Südosten und Osten der Türkei geändert worden sein. Weitere Namensänderungen folgten nach dem Militärputsch 1980.

### Nach dem Militärputsch 1980
Artikel 26 der türkischen Verfassung von 1982 verbot die Äußerung oder Verbreitung von Meinungen durch eine gesetzlich verbotene Sprache. Diese Bestimmung wurde 2001 abgeschafft. Mit dem Gesetz Nr. 2932 vom 19. Oktober 1983 über Veröffentlichungen in anderen Sprachen als dem Türkischen wurde es verboten, andere Sprachen als Türkisch oder erste Amtssprachen der von der Türkei anerkannten Staaten zu sprechen. Bei Verstoß gegen das Gesetz konnten Haftstrafen von 6 Monate bis zu 3 Jahren und Bußen von bis zu 100.000 TL ausgesprochen werden. Das Gesetz verbot auch mediale Veröffentlichungen auf Kurdisch. Unterrichtet werden durfte an den Schulen nur noch mit Türkisch als Unterrichtssprache. 1983 trat das neue Parteiengesetz in Kraft, welches bei Parteiveranstaltungen nur Türkisch erlaubte. Damit war Kurmandschi bei Parteiveranstaltungen verboten. Mit dem Antiterrorgesetz Nr. 3713 vom Jahre 1991 wurde das Sprachverbotgesetz aufgehoben. Damit waren kurdische mediale Veröffentlichungen wieder erlaubt.
In der Regierungen unter Süleyman Demirel und Tansu Çiller wurden zwischen 1993 und 1998 etwa drei Millionen Personen, die meisten davon Kurden, im Zuge des PKK-Konflikts, in den Westen der Türkei umgesiedelt. Des Weiteren sollen zwischen 3000 und 4000 Ortschaften zerstört worden sein.